# Nguyễn Văn Tâm

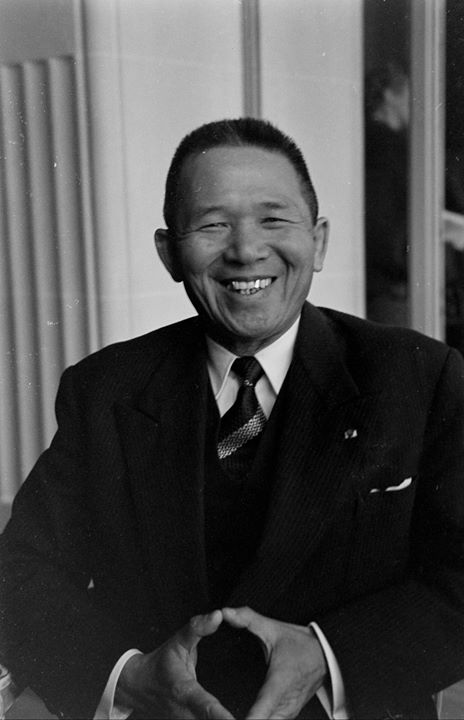
Nguyễn Văn Tâm (1953)

Nguyễn Văn Tâm (* 1893 in Tây Ninh; † 23. November 1990 in Paris) war ein südvietnamesischer Politiker.

## Karriere
Nguyen Van Tam arbeitete nach einem einjährigen Studium in Saigon als Lehrer. Ab 1930 war er Distriktchef tätig und erhielt die französische Staatsbürgerschaft. Im Verlauf hatte er verschiedene Posten in der französischen Kolonialverwaltung tätig. 1940 war er als Mitarbeiter der Polizeibehörden bei der Niederschlagung des Nam Kỳ-Aufstands tätig. Dies brachte ihm den Spitznamen "Tiger von Cai Lay" ein.
Ab 1950 übernahm er die Leitung des Sicherheitsdienstes des pro-französischen vietnamesischen Staates. Ebenso fungierte er als Innenminister unter Trần Văn Hữu. 1951 erhielt er das Amt des Gouverneurs von Tonkin und beerbte am 6. Juni 1952 Tran Van Huu als Premierminister.
Während seiner Zeit als Premierminister versuchte er erfolglos eine Landreform umzusetzen. Ebenso versuchte er der französischen Kolonialverwaltung Zugeständnisse abzuringen. Infolgedessen wurde er seitens Frankreichs fallengelassen und musste zurücktreten.
Sein Sohn, General Nguyễn Văn Hinh, war Generalstabschef der vietnamesischen Nationalarmee.